# Chile i olympiska sommarspelen 1952
Chile deltog med 59 deltagare vid de olympiska sommarspelen 1952 i Helsingfors. Totalt vann de två silvermedaljer.

## Medaljer

### Silver
- Oscar Cristi - Ridsport, hoppning.
- Oscar Cristi, Ricardo Echeverria och Cesar Mendoza - Ridsport, hoppning.